# 世紀末婚禮
《世紀末婚禮》是一部2011年的末日劇情片，由拉斯·馮·提爾編劇及執導，克斯汀·鄧斯特、夏洛特·甘斯柏格、亞歷山大·斯卡斯加德和基夫·修打蘭主演。電影圍繞着兩姊妹，講述其中一位的婚禮，及之後地球快要與一個星際行星相撞的故事。電影特別使用了理查德·瓦格纳的著名歌劇特里斯坦与伊索尔德的序曲作為配樂。
拉斯·馮·提爾的最初靈感來自他過往罹患抑鬱症的經驗，他察覺到抑鬱症患者會在某些令人感到很大壓力的情況下保持冷靜。電影由丹麥電影公司Zentropa製作，並由位於瑞典、法國及德國的公司聯合製作。電影於瑞典拍攝。
電影首映於2011年5月舉行的第64届戛纳电影节，克斯汀·鄧斯特同時獲得最佳女演員獎。

## 劇情
電影以一眾主角及太空畫面作為序幕，有如視覺化的「主导动机」，之後電影分為兩部分。

### 第一部：賈絲汀
一對年輕未婚夫婦，賈絲汀和麥可，在他們的婚禮遲到。婚禮在賈絲汀姊姊克萊兒與丈夫約翰所擁有的度假莊園舉行。有好幾次，賈絲汀望向天上的一顆紅星，比平常分外明亮，約翰指出那顆星叫做心宿二。
在傍晚的婚宴，賈絲汀被不同的人和事弄得心灰意冷：她失婚的母親在賀詞中羞辱她、她上司不斷騷擾她，要她寫好廣告文案、克萊兒責備她未有表演得像如期般高興。賈絲汀多次逃離宴會，新婚丈夫麥可試圖用新婚禮物──一個蘋果園──來安慰她，但賈絲汀表現得無動於衷。當她和麥可退隱至他們的房間洞房，賈絲汀草草完事並離開，又在草地上與同事出軌。在婚宴完結後，麥可選擇了離開。第二天的黎明時份，克萊兒帶賈絲汀騎馬去，那時賈絲汀發現那顆紅星消失了。

電影描述（並短暫地以圖表展現）鬱星如何逼近地球並最後相撞

### 第二部：克萊兒
賈絲汀患上嚴重抑鬱並住在克萊兒和約翰的大宅內，每天無法正常過活。日子過去，病情亦慢慢好轉。
約翰解釋心宿二的消失源自於流浪行星鬱星（Melancholia）將之蝕掉。藍色的鬱星原本隱藏在太陽之後，慢慢步向地球，並能被肉眼看見。科學家們預告它將掠過地球，約翰對此感到雀躍和期待。
即使丈夫斷言一家人將會安全度過，克萊兒仍十分害怕世界末日快將降臨，她在互聯網搜索並找到一個網站描寫鬱星的動向，說明即使鬱星與地球擦身而過，最終仍會回頭相撞。賈絲汀告訴克萊兒地球上的生命都是邪惡的，所以鬱星會撞過來。在掠過當晚，鬱星似乎不會撞向地球。第二天，克萊兒發現鬱星兜了個圈，朝着地球迎面而來。約翰亦有此發現，於是自殺了。
面對即將到來的撞擊，克萊兒變得思緒紛亂，提議在末日前聚集在陽台上邊聽音樂邊喝酒。賈絲汀拒絕了她的意見，為了安慰克萊兒的兒子利奧，她在大宅的草地上為兒甥造了一個「魔法洞穴」。賈絲汀、克萊兒和利奧坐進這個避難所，鬱星同時亦步步逼近。最後，鬱星和地球相撞。

## 演員
- 克斯汀·鄧斯特飾演賈絲汀（Justine）
- 夏洛特·甘斯柏格飾演克萊兒（Claire）
- 基夫·修打蘭飾演約翰（John），克萊兒的丈夫
- 亞歷山大·斯卡斯加德飾演麥可（Michael）
- 金馬倫·史佩克（Cameron Spurr）飾演利奧（Leo）
- 夏綠蒂·蘭普林飾演加比（Gaby），賈絲汀和克萊兒的母親
- 尊·赫飾演德克斯特（Dexter），賈絲汀和克萊兒的父親
- 加斯帕·克里斯滕森飾演管家「小爸爸」（Little Father）
- 斯特兰·斯卡斯加德飾演杰克（Jack），賈絲汀的上司
- 布拉迪·科贝特飾演添（Tim）
- 乌多·奇尔飾演婚禮統籌師

## 製作

### 發展
故事的概念由拉斯·馮·提爾參與抑鬱治療而啟發，治療師告訴提爾抑鬱症患者在高度壓力的情況底下，傾向表現得比其他人冷靜，因為他們能預知到壞事情的降臨。提爾接着把這個意念發展成一個故事，這個故事並不以災難電影元素為主體，亦沒有以真實地描寫天体物理学現像的目標，只是純粹為了檢視大災難底下的人類心靈變化。
星體相撞的意念來自討論相關理論的網頁。提爾在一開始決定電影開頭便要清楚交代故事中的世界如何結束，讓觀眾不會被未知的懸念使得心煩意亂。使用兩姊妹作為主角的決定來自提爾和西班牙女演員佩内洛普·克鲁兹的書信來往。克鲁兹在信中提及她願意和他合作，而且對让·热内女僕的劇本很感興趣。隨後正當提爾嘗試為克鲁兹編寫角色，劇本內的兩個侍女演變成《世紀末婚禮》中賈絲汀和克萊兒這兩姊妹，而賈絲汀這個角色的個性就以提爾自己為基礎。賈絲汀（Justine）這個名字是來自1791年薩德侯爵的小說《瑞斯丁娜，或喻美德的不幸》的英文名「Justine」。
《世紀末婚禮》由丹麥的Zentropa公司製作，並由公司位於德國的子公司、瑞典的曼菲斯电影公司（Memfis Film）及法國的角子機和解放者製作公司（Slot Machine and Liberator Productions）聯合製作。製作團隊獲得丹麥電影學院的790萬丹麥克朗、欧洲电影院支持基金的60萬歐元和瑞典电影学院的3百萬瑞典克朗作為製作費，額外資金由西方電影、丹麥電台、法國Arte、法國CNC、Canal+、意大利BIM、北莱茵－威斯特法伦電影基金會（Filmstiftung Nordrhein-Westfalen）、瑞典电视台和諾德電影及電視基金（Nordisk Film & TV Fond）提供，總投資額達到5250萬丹麥克朗。
克鲁兹原本計劃飾演主角，但因為另一套電影的拍攝時間改變而退出。保羅·湯瑪斯·安德森在和提爾傾談這套電影時向提爾建議由克斯汀·鄧斯特飾演主角，之後提爾給予鄧斯特這個角色。

### 拍攝

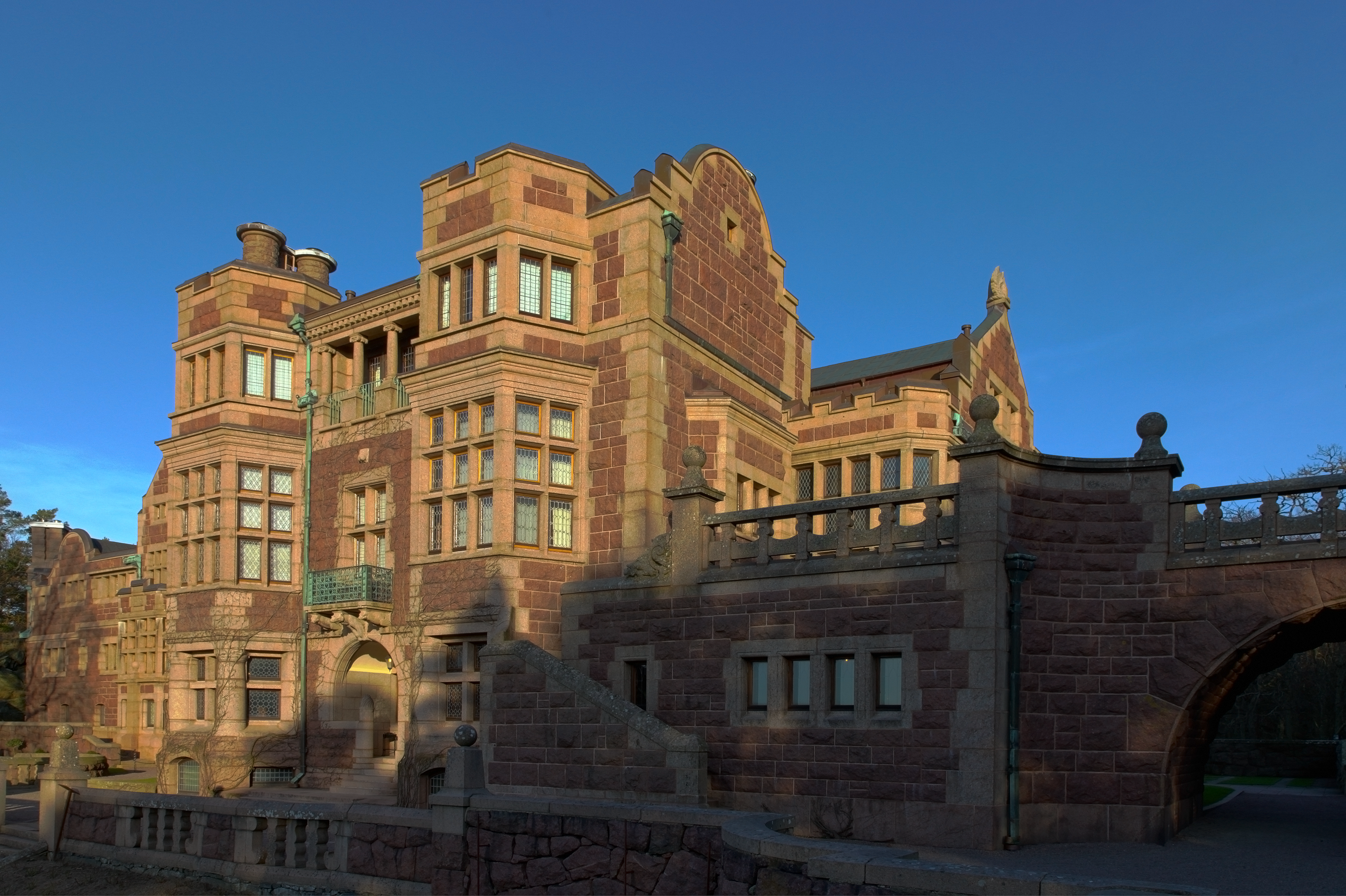
肖洛霍尔姆城堡被使用作為電影的外景拍攝。圖片為日落時份的城堡。

電影於2010年7月22日進入拍攝階段，並於同年9月8日完成拍攝。室內場景於西方電影（Film i Väst）位於瑞典特羅爾海坦的錄影廠拍攝，那是提爾第四度於特羅爾海坦製作電影，而外景則使用了肖洛霍尔姆城堡的周遭環景。提爾使用了他不彩排的導演手法：演員先即興表演，給予指導後再拍攝。電影使用了阿萊Alexa及Phantom攝影機拍攝，攝影機最初由提爾操控，然後攝影師曼努埃爾·阿爾貝托·克拉羅則重覆提爾的動作，克拉羅解說這個手法：「[提爾]希望首先經歷那個情況。他找尋場景中存在的能量，然後用美麗的畫面構成它。」提爾解釋，他在《世紀末婚禮》中希望能做到一種衝激着浪漫、宏大、具風格而且寫實的視覺風格，但他怕盛大婚禮和城堡太過「媚俗」，會令最終效果流於浪漫。

### 後期製作
電影使用了理查德·瓦格纳的特里斯坦与伊索尔德序曲作為電影的主要配樂。提爾在第一幕之前使用的慢鏡序幕這個技巧，源於馬塞爾·普魯斯特在其作品追憶逝水年華中，使用了30頁來總結為何瓦格纳的序曲是世上最佳的藝術創作。《世紀末婚禮》是繼1984年的犯罪分子後，提爾使用最多配樂的一部電影。在某些場景，電影的節奏是隨着音樂來剪接的。提爾說：「那就好像一部音樂錄像，庸俗是應該的。」他又指出瓦格纳影響音樂剪接，和納粹德國的美學之間的相似之處。
視覺效果在彼得·亨傑斯（Peter Hjorth）的監督下，由波蘭、德國和瑞典的製作公司製作。其中在波蘭，早前在撒旦的情與慾與提爾合作過的Platige Image為電影序幕製作大部份的特效。提爾最早於2010年夏季下達指令，指導一隊由19名圖像設計師組成的團隊為這個項目工作三個月。

## 上映
在電影首映不久前出版的聲明中，提爾說他開始後悔製作出這部修飾完好的電影，他希望電影會有一些缺陷，一些會令電影更有趣的缺陷：「我原先希望想倒頭深探德国浪漫主义的深淵⋯⋯但那不就是另一個表現錯敗的方式嗎？不就是敗於最低下的電影常規？浪漫已被無休止地以各種沉悶的方式濫用於各主流產物中了。」

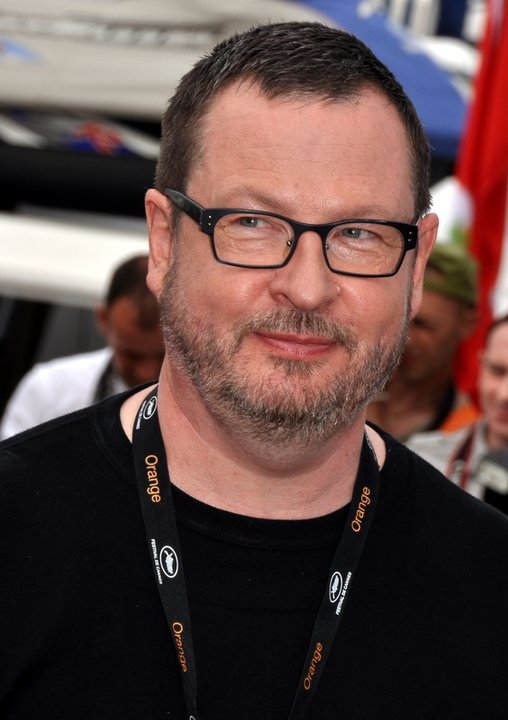
拉斯·馮·提爾出席第64届戛纳电影节。

電影在2011年5月18日於參賽的第64届戛纳电影节首映，首映後舉行的記者招待會成為不少傳媒的報導焦點。來自《荷里活報道》的史考特·罗克斯伯勒（Scott Roxborough）撰文：「馮·提爾從來未這樣政治正確過，而他戛纳电影节的記者招待會也常常會上演黑色棟篤笑，但在《世紀末婚禮》的招待會他將之提升至另一程度：向着公共場合應有的禮儀投擲一顆手榴彈。」提爾先取笑自己製作了一套克斯汀·鄧斯特和夏洛特·甘斯柏格主演的色情電影，然後當被問及德國浪漫主義與電影的關係及影響，以及提爾的德國血統時，他說他一直以為他猶太裔的養父是其親生父親，其後他發現他父親是德國裔的非猶太人。之後他提到猶太人和納粹黨，笑說他體諒希特勒並喜愛建築師阿尔伯特·斯佩尔的作品，又開玩笑公佈自己其實是納粹黨員（在歐洲，希特勒和納粹黨是很嚴肅的話題，不能隨意拿來開玩笑）。其後戛纳电影节大會於同一日內發出了一份官方道歉聲明，澄清提爾並非納粹黨員和反猶太主義者，並於翌日把他列作不受歡迎人物，意思是他不能夠進入电影节場地戛纳电影节宫的100米範圍以內，但仍能保留戛纳电影节的參賽資格和參加電影的宣傳採訪。
電影在2011年5月26日於丹麥上映，由諾德影業發行，電影得到57間戲院垂青，並打入票房榜的第三位，丹麥全國總共售出50,000張戲票。電影又在同年9月30日於英國和愛爾蘭上映，並於10月6日及10月21日，分別在德國及意大利上映。木蘭影業公司取得北美的播映權，在10月13日以出租放式於收費電視服務如Vudu和Amazon.com優先放映，並在11月11日於電影院正式上映。而澳洲及紐西蘭的播映權由狂人娱乐取得。

## 映評
電影普遍獲得好評，在網站爛番茄中根據207條專業評論，得87%的「新鮮」評級，評論一致認為「《世紀末婚禮》的戲劇手法比應有的更明顯，但這反而成為克斯汀·登絲展示演技，拉斯·馮·特爾展示其深層、內在，對抑鬱及破壞的視野的機會」。
丹麥《政治报》的影评人金·斯科特（Kim Skotte）寫道：「《世紀末婚禮》的畫面──很多的畫面──能夠強調拉斯·馮·特爾是一個獨特的，以電影説故事的人⋯⋯所選取的素材及其處理方去凸顯拉斯·馮·特爾的原創性。」斯科特同時拿這套電影和導演的上一套作比較：「《世紀末婚禮》的取材和表現製造出一道裂縫，但和《撒旦的情與慾》相比我沒有感到那裂縫中有一支欄柵柱子直插入肉。坐在戲院的坐椅上，你可以慢慢地驚嘆着世界未日的來臨。」《贝林时报》的影評人埃貝·艾弗森（Ebbe Iversen）形容這套電影「宏大、神秘且有點令人生厭，但它是一件富想像力的作品，令人有非常深刻的印象。」艾弗森續：「電影每每走在媚俗的邊緣，但以克斯汀·登絲飾演的賈絲汀和夏洛特·甘斯柏格飾演的克萊兒作為主角的《世紀末婚禮》是一套大膽、不平坦、不默守成規、完全令人難忘的電影。」
Southampton Patch網站的史蒂芬·勒布（Steven Loeb）寫道：「這套電影帶出馮·特爾和他的影星們的最好一面。登絲在這套電影中表現出色，與她以往飾演的角色很不一樣，並因此而在過去的5月獲得康城影展最佳女主角。即使電影本身未必稱得上一件令人讚嘆的藝術作品，但登絲的演出已足以成為推薦的理由。」
當時身於戛納電影節，《每日電訊報》的蘇克德夫·桑德胡（Sukhdev Sandhu）寫道：「電影有時與一套講述世界末日的悲喜歌劇相似」，而「當那末日景象出現時，美得有如其富麗堂皇的背景設定所暗示的童話故事的質素，並鞏固了它。」當講到演員的表現時，桑德胡說：「每位都很優秀，但鄧斯特尤其出眾，當上主角時得十分有說服力──心煩、平靜、又激動的學者症候群患者──似乎是她事業上的一個突破。另一方面，對甘斯柏格來說，這次末日經驗相對於上一次在《敵基督》的恐怖經歷尤如鄉村生活（般輕鬆），她演的克萊兒裏有種確保她不會成為社會諷刺犧牲品的脆弱。」即使給予5星評給，桑德胡的影評卻有一點保留：「一如馮·特爾以往的作品，電影的智慧決定論或會令人反感：他選擇了演示而非探討意念。」為衛報寫影評的彼得·布拉德肖則形容電影「笨重」和「令人疲累」，批評它「（沒）有投入真正的激情和想像力去構思」，而且整體並不「寫得好或演得有說服力」，並在5星內只給了兩顆。 
2022年8月，《IndieWire》列出40部最佳悲傷電影名冊裡，本片榜上有名。

### 獎項
鄧斯特於戛納電影節的閉幕禮中獲得最佳女主角獎。電影獲得3項歐洲電影獎，包括最佳電影、最佳攝影（由曼努埃爾·阿爾貝托·克拉羅（Manuel Alberto Claro）奪得）及最佳美術指導（由傑特·萊曼（Jette Lehmann）奪得）。
美國國家影評人協會評選《世紀末婚禮》為2011年度最佳電影，並封克斯汀·登絲為影后。電影同時獲得4項澳洲電影及電視美藝學院獎提名，包括最佳電影、最佳導演、最佳編劇，及最佳女主角，其中導演及編劇獎均由馮·特爾奪得。
電影雜誌《影評》列《世紀末婚禮》為2011年度最佳電影的第三位。